# Chastreix-Sancy
Cet article concerne la station de sports d'hiver. Pour la réserve naturelle, voir Réserve naturelle nationale de Chastreix-Sancy.
Pour les articles homonymes, voir Chastreix et Sancy.
Chastreix-Sancy est une station de sports d'hiver française du Massif central sur le domaine du Sancy. 
Située sur le versant ouest de ce massif, Chastreix-Sancy est une station de petite dimension constituée d'un ensemble de chalets et qui bénéficie, du haut des remontées mécaniques, d'un panorama sur le Sancy (1 885 mètres), sur le Cantal et la Corrèze.
Le secteur nordique, pour la pratique du ski de fond, compte 15 km de pistes situées entre 1 350 et 1 450 mètres d'altitude et il existe 15 km d'itinéraires pour la pratique de la raquette.
Le domaine alpin, situé versant ouest entre 1 383 mètres et 1 711 mètres d'altitude, et équipé de 23 enneigeurs et 3 canons à neige, dispose de :
- 16 km de pistes,
- 16 pistes : 6 vertes, 4 bleues, 4 rouges, 2 noires,
- 7 téléskis[1] (6 téléskis débrayables et 1 téléski à enrouleur).

C'est l'une des trois stations du puy de Sancy, avec Super-Besse et le Mont-Dore.

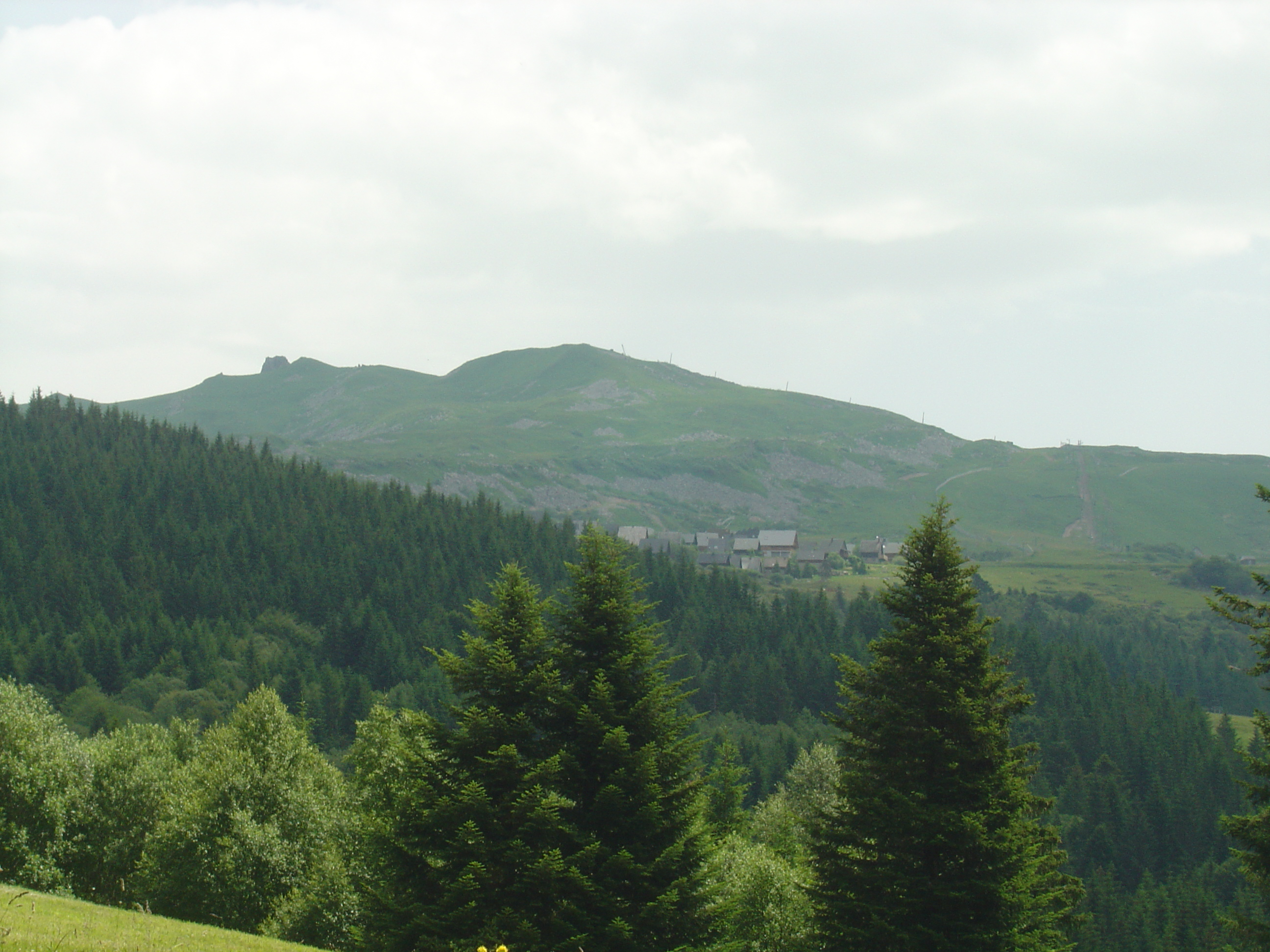
La station vue d'en bas.
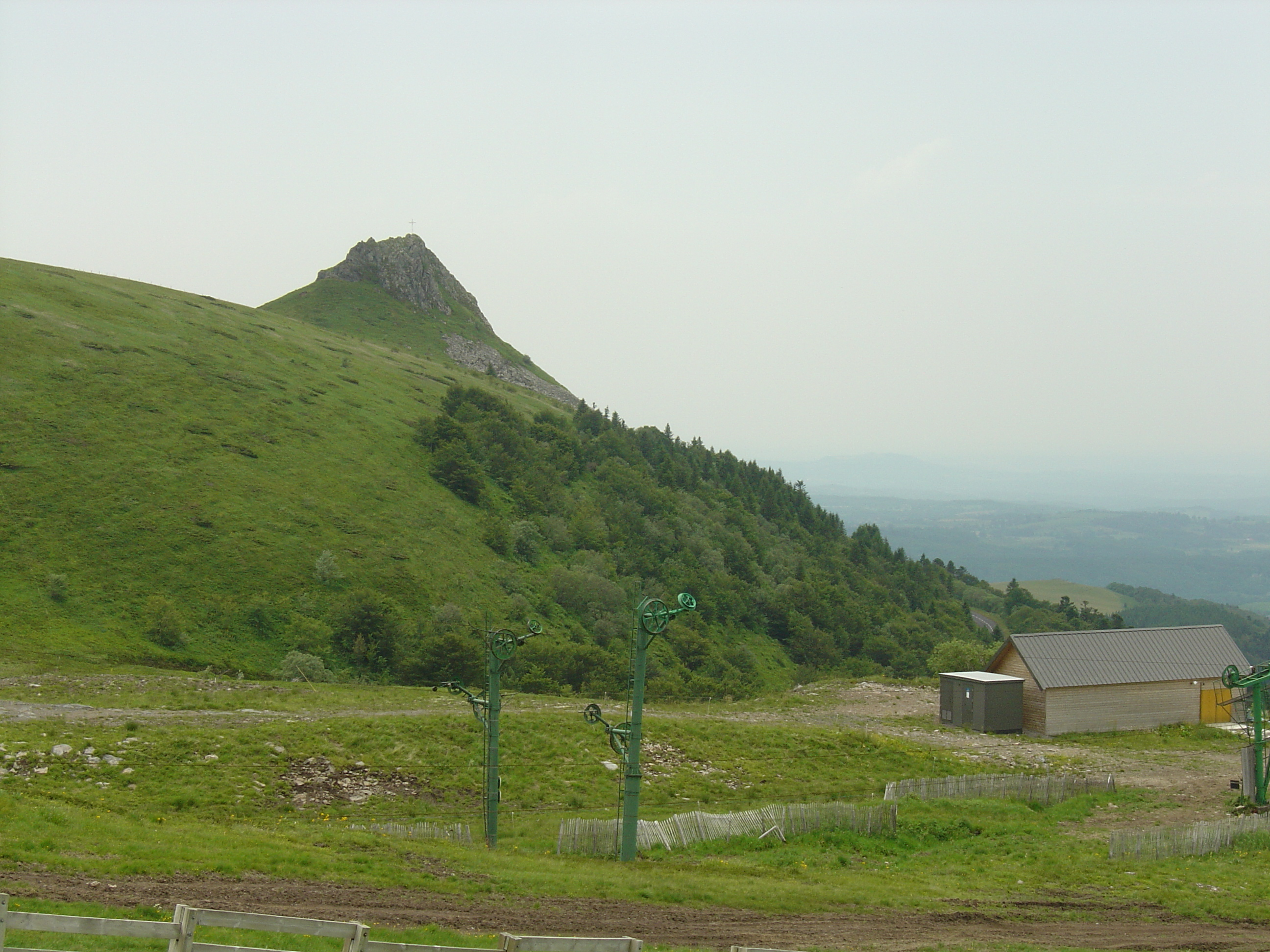
Le roc de Courlande, qui domine la station.

## Cyclisme
L'ascension de Chastreix-Sancy, classée en 2e catégorie, a été grimpée lors la fin de la 3e étape du critérium du Dauphiné 2022, étape que remportait David Gaudu au sprint.